# Isla Culpepper
Isla Culpepper (en inglés: Culpepper Island) es una roca pequeña (isla) en el océano Atlántico cerca de Bayfield y Ragged Point en Saint Philip, Barbados.
La isla está deshabitada y de acuerdo con algunos relatos la isla estuvo cubierta de arbustos y algunos árboles de coco.
Debido en parte a la antigua abundancia de vegetación en Culpepper, algunos pastores de ovejas en el pasado habían llevado sus ovejas a la isla en barco a pastar.
De acuerdo con locales era también posible llegar a la isla Culppeper desde el continente durante la marea baja, pero con peligro porque Culpepper se encuentra en el lado turbulento del océano Atlántico de Barbados. Además, la roca también puede ser peligrosa para caminar. El Faro de East Point fue construido en este lugar precisamente para resguardar los barcos de los peligros de esta costa turbulenta.
El 12 de marzo de 2006 los miembros de las comunidades indígenas de la región Lokono- arawak y caribes garifuna trataron de presentar una reclamación sobre Culpepper por su cuenta. Ellos declararon que eran descendientes de la princesa Mariana, hija del último heredero jefe Lokono-Arawak Amorotahe Haubariria (Águila Arpía que vuela) del Clan del Águila Lokono-arawaks que está enterrado en el cementerio de Westbury en Barbados.